# Lijst van beelden in Baarle-Nassau
Dit is een (onvolledige) chronologische lijst van beelden in Baarle-Nassau. Onder een beeld wordt hier verstaan elk driedimensionaal kunstwerk in de openbare ruimte van de Nederlandse gemeente Baarle-Nassau, waarbij beeld wordt gebruikt als verzamelbegrip voor sculpturen, standbeelden, installaties, gedenktekens en overige beeldhouwwerken.
Voor een volledig overzicht van de beschikbare afbeeldingen zie: Beelden in Baarle-Nassau op Wikimedia Commons.

## Baarle-Nassau
| Geplaatst | Omschrijving                     | Kunstenaar            | Straat                         | Plaats        | Materiaal | Afbeelding |
| --------- | -------------------------------- | --------------------- | ------------------------------ | ------------- | --------- | ---------- |
| 1907      | Sint Jozef                       |                       | Nieuwstraat 14-16 (klooster)   | Baarle-Nassau |           |            |
| 1910      | Jean-Baptist de La Salle         |                       | Pastoor de Katerstraat 5-7     | Baarle-Nassau |           |            |
| 1910      | Heilig Hartbeeld                 | Jaak François Coomans | Pastoor de Katerstraat 5-7     | Baarle-Nassau |           |            |
| 1917      | Heiligenbeeld                    |                       | Kerkstraat 6 (vm. klooster)    | Baarle-Nassau |           |            |
| 1930      | Heilig Hartbeeld                 | Louis Jacobin         | Nieuwstraat 12 (kerk)          | Baarle-Nassau |           |            |
| 1932      | Sint Jozef                       |                       | Pastoor de Katerstraat 5-7     | Baarle-Nassau |           |            |
| 1949      | Monument Gefusilleerden          | Lukas van der Meer    | Kerkstraat/Desirée Geeraertstr | Baarle-Nassau |           |            |
| 1962      | Sint Agnes                       | Math Doesborg         | Cor v.d. Bokstraat 1 (school)  | Baarle-Nassau |           |            |
| 1965      | Oorlogsmonument                  | Math Doesborg         | Chaamseweg / St. Janstraat     | Baarle-Nassau |           |            |
| 1985      | Broeders van De La Salle         |                       | Rector v.d. Broekstraat 6      | Baarle-Nassau |           |            |
| 1991      | Baarlese samenwerking (?)        |                       | Singel                         | Baarle-Nassau |           |            |
| 1992      | De Smokkelaer                    | Constant Grooten      | Hertog Hendrik I plein         | Baarle-Nassau |           |            |
| 1994      | Reliëf 100 jaar Den Engel        | Constant Grooten      | Sint-Annaplein                 | Baarle-Nassau |           |            |
| 1995      | Mariabeeld                       |                       | Kerkstraat 6 (school)          | Baarle-Nassau |           |            |
| 1995      | Roefel                           |                       | Pastoor de Katerstraat 5-7     | Baarle-Nassau |           |            |
| 2004      | Sint Bernardus                   | Broeder Jan Boeren    | Meerleseweg / Molenstraat      | Baarle-Nassau |           |            |
| 2007      | De Harende Boer (De Korenmaaier) | Broeder Jan Boeren    | Meerleseweg / Molenstraat      | Baarle-Nassau |           |            |
|           | De Grammatica                    | Ruud Ringers          | Rector v.d. Broekstraat 6      | Baarle-Nassau |           |            |
|           | Kirlin-monument                  |                       | Hoogstratensebaan              | Baarle-Nassau |           |            |